# Вечерна ветрушка
Вечерната ветрушка или Червенонога ветрушка (Falco vespertinus) е дневна граблива птица от семейство Соколови срещаща се и в България.
На размери е по-дребна от керкенеза, размахът на крилете ѝ е около 75 cm. Има изразен полов диморфизъм, мъжкият е тъмно синьо-сив или черен с почти монотонна окраска, с изключение на ръждивите си пера в горната част на краката и оранжевеещите участъци около очите и основата на човката, кожата на краката му в жълтеникав цвят. Общото оцветяване на женската е в маскировъчни кафеникави и ръждиви тонове, напомнящо на сокол орко, като крилете и тялото са ѝ предимно сиви на по-тъмни петънца, а темето на главата и перата на краката са в ръждиви цветове. Младите птици приличат на женските, но са в по-светли цветове. Полетът ѝ не е особено бърз.

## Разпространение и биотоп
Среща се в източна Европа и някои части на Азия. В България може да се наблюдава предимно в Дунавската равнина и в близост до самата река Дунав. Предпочита равнинни местности с редки групички дървета, култивирани площи, градини. Като цяло в ареала ѝ на разпространение се среща на островчета.
Докъм 1940 г. се е смятало, че видът в България се среща само по време на прелета. Първи данни за лятното му разпространение и нови негови находища в Ихтиманско, Софийско, Балчишко, Поповско, Никополско и др. се съобщават от орнитолога Николай Боев

## Начин на живот и хранене
Живее най-често на колонии заедно с други вечерни ветрушки и по-рядко смесени с други видове птици. Прелетен вид. В зоните с умерен климат единствено може да се срещне в гнездовия период. Миграциите извършва в посока запад-юг, като достига южните части на Африка, където зимува. Този маршрут на прелет предизвиква появата на вечерни ветрушки в края на лятото (обикновено втората половина на август) и есента често пъти и в страни от централна Европа (често ятата прелитат и спират за малко в южните части на Германия), където едно такова ято от соколи е изненадваща гледка. Обратния прелет през пролетта (април-май) обикновено минава по същия маршрут.
Храни се предимно с насекоми, като едри скакалци, водни кончета, които често улавят и в полет с нокти. При липса на достатъчно насекоми улавят и гущери, мишки и крастави жаби, които „обелват“ преди да изядат, за да се отърват от отровните жлези и секрет намиращи се в кожата им. Понякога кацат на земята и там търсят плячката си. Обикновено оглеждат територията си кацнали на някое високо дърво, телеграфен стълб или далекопровод. Ловуват следобед до спускането на пълен мрак, откъдето идва и името им.

## Размножаване
Гнезди на колонии съставени от представители на собствения си вид или смесени. Използва често изоставени гнезда от колонии на посевна врана, които гнездат по-рано. При липса на подходящо гнездо се случва и да изгонят свраки или дори едри чапли от тяхното, което обикновено става след ожесточена борба. Снасянето на яйцата обикновено започва в края на май, началото на юни, като се получава така, че малките биват изхранвани в момент изобилие от едри скакалци и други насекоми. Снасят 3 – 4 яйца, които в продължение на 28 дни мътят и двамата родители, като нощем и към края на мътенето в гнездото остава предимно женската. Отначало мъжкият носи храната в гнездото и женската храни малките, като им я подава, но щом се оперят достатъчно започва и тя да носи храна, но въпреки всичко продължава да прекарва доста време в гнездото защитавайки малките от студ, дъжд или слънце. Малките напускат гнездото между средата на юли и средата на август.

## Допълнителни сведения
На територията на България е много рядък вид и е защитен от закона. В Европа сравнително рядко се отглежда от соколари и то предимно с декоративна цел, счита се, че ловните му качества не са много добри и не е способен да настигне и залови повечето от животните считани за традиционни ловни обекти. Проблем предизвиква и неспокойното му държане есенно време когато настъпва моментът за прелет.